# Peter Debaes
Peter Debaes (16 juni 1965) is een Belgisch biljarter en viervoudig Belgisch kampioen kegelbiljart.

## Biografie
Peter Debaes begon met biljart bij de club op Schiervelde toen hij 10 jaar was. Via Franky Deconinck leerde hij kegelbiljart (5-pins biljart) kennen in de club Door Oefening Sterk te Roeselare. 
Debaes speelt in de Belgisch competitie kegelbiljart sinds 2012 en sinds 2014 in biljart. 
Debaes is woonachtig te Roeselare en actief als bankbediende. Hij werd er in 2020 gehuldigd.
Hij vertegenwoordigde België op het wereldkampioenschap. 

## Palmares
- 2012 - zilver op Belgisch kampioenschap[5]
- 2015 - goud op Belgisch kampioenschapschap 5-pins[6]
- 2016 - zilver op Belgisch kampioenschap 5-pins
- 2017 - goud op Belgisch Kampioenschap 5-pins[7]
- 2017 - 1/16 finale op het wereldkampioenschap[8]
- 2018 - goud op Belgisch kampioenschapschap 5-pins
- 2019 - 1/8 finale op het Wereldkampioenschap 5-pins
- 2020 - goud op Belgisch kampioenschap 5-pins[9]